# 茨城県立日立第一高等学校・附属中学校
茨城県立日立第一高等学校・附属中学校（いばらきけんりつ ひたちだいいちこうとうがっこう・ふぞくちゅうがっこう）は、茨城県日立市若葉町三丁目にある県立高等学校・中学校。2012年に附属中学校を併設、中高一貫教育が始まった。

## 概要
生徒の自主・自律の精神が尊重されている。1974年に制服が完全自由化されて以来私服校である（附属中学校は制服あり）。スーパーサイエンスハイスクール (SSH) 、スーパーイングリッシュランゲージハイスクール (SELHi) に指定されており、科学教育、国際教育に力を入れている。
附属中学校は2012年度に生徒募集を開始した。高校のカリキュラムに合わせた教育が提供され、数学・英語においては高校の内容の先取り学習を行なっている。二年で福島・ブリティッシュヒルズにおける国内語学研修、三年では修学旅行としてシンガポール語学研修が行われている。
また、併設型であるため、授業変更が多いという特徴もある。
さらに、遠距離通学者が多いため、中学校としては珍しくスマートフォンの持ち込みが許可されている。
高校には普通科とサイエンス科があり、二年次になると成績等を考慮して各々選抜される。2019年度よりサイエンス科内に医学コースを設置して医学部進学希望者に対し病院や大学等との連携による体験実習や講演会、予備校等と連携した面接・小論文指導、習熟度別指導等を実施している。
部活動ではサッカー部は1957年に全国高等学校サッカー選手権大会準優勝、野球部は1985年に全国高等学校野球選手権大会出場、ラグビー部は1986年に茨城県内公式戦111連勝を達成するなどの実績を残した。
予備校なしでも生徒が勉学に打ち込める環境を考慮し、校内には冷暖房完備の学習ホール（白堊会館）が設置されている。

### 校訓
（出典：）
一．誠実勤勉なれ
一．剛健質実なれ
一．規律礼儀を正しくせよ
一．自治独立につとめよ
一．和衷協同せよ

### 教育方針
（出典：）

#### 目指す学校像
- 高い志を持ち、優れた資質と豊かな人間性を備え、社会の発展に貢献する人材の育成

#### 目指す生徒像
1. 校訓自ら課題を発見し、主体的に「やり抜く」ことのできる生徒
2. 物事を理性的に判断し、筋道を立てて議論できる生徒
3. 高いモラルと豊かな感性を持ち、リーダーシップを発揮できる生徒
4. 運動の楽しさや喜びを知り、自ら健康を管理できる生徒

## 沿革

### 年表
（出典：）
- 1927年
  - 1月22日 - 茨城県立日立中学校設置。同年4月の開校が認可される（定員500名）。
  - 4月11日 - 日立第五尋常高等小学校（現・日立市立仲町小学校）の一部を借用して、茨城県立日立中学校開校。同校の第1期生が入学（入学者104名）。
  - 7月8日 - 現在地に校舎が完成し移転。
- 1928年10月28日 - 開校式が挙行される。この日が開校記念日となる。
- 1929年1月9日 - 校歌制定[4]。
- 1934年7月29日 - 皇太子（明仁親王）御誕生記念プール竣工式が挙行される。
- 1939年4月1日 - 学級増（定員750名）。
- 1942年4月1日 - 学級増（定員1000名）。
- 1945年
  - 4月1日 - 学級増（定員1250名）。
  - 7月19日 - 艦砲射撃および空襲により校舎が全焼。
  - 9月 - 日立製作所青年学校（現・日立工業専修学校）の校舎を借用し、授業を再開。
- 1946年
  - 7月 - 改修された本校舎に移転し、授業を再開。
  - 11月28日 - 復興式が挙行される。
- 1948年4月1日 - 新学制実施により、茨城県立日立第一高等学校に改称し、全日制普通科高等学校となる。現在の校章を制定。夜間制高等学校を併置（定員400名）。
- 1949年4月1日 - 全日制商業科を併置。定員1050名（普通科900名、商業科150名）。
- 1950年4月 - 夜間制高等学校が定時制高等学校となる。
- 1952年10月23日 - 現在の校歌を制定、校旗を樹立。
- 1955年4月12日 - 本山（もとやま）分校（定時制普通科）が開校（定員200名）。
- 1961年10月15日 - 第1回白堊祭が開催
- 1962年4月1日 - 全日制定員1200名（普通科1050名、商業科150名）。
- 1963年4月1日 - 商業科募集停止。全日制普通科の定員は1500名。
- 1969年
  - 4月1日 - 全日制普通科の定員が1350名に。
  - 12月1日 - 全クラスにストーブを設置。
- 1973年
  - 4月1日 - 本山分校の新入生募集を停止（日立鉱山から日本鉱業が撤退したことによる）。
- 1974年
  - 2月8日 - 1か月の試行期間を経て、制服完全自由化。
  - 3月 - 本山分校廃校。
- 1980年7月31日 - 現在の本館が竣工。
- 1984年10月31日 - 職員会議において、修学旅行の廃止を決定[5]。
- 1988年4月1日 - 3学期制に移行[6]。
- 1992年9月12日 - 学校週5日制が開始[6]。
- 1995年4月1日 - 全日制普通科の定員が1134名に。
- 1996年2月 - 推薦入学試験実施。
- 1997年
  - 4月1日 - 全日制普通科の定員が1080名に。
  - 12月16日 - 正門前に校歌碑を建立。
- 2000年4月1日 - 全日制普通科の定員が1040名に。
- 2001年4月1日 - 全日制普通科の定員が1000名に。
- 2002年
  - 3月5日 - 格技場を改修し、白堊会館と改称。
  - 4月1日 - 全日制普通科の定員が960名に。
- 2003年
  - 4月1日 - 文部科学省よりSELHi（3年間）に指定。
  - 10月18日 - 第1回国際交流生徒派遣（ - 10月29日、イギリスロイヤル・ラッセル・スクール）実施。
- 2004年4月1日 - 全日制普通科を学年制から単位制に改める。
- 2007年4月10日 - 文部科学省より平成19年度スーパーサイエンスハイスクール（SSH）に指定（～2011年度）[7][8]。
  - 研究開発課題[9]
    - ①地域・大学・研究機関・民間企業等の協力の下、「科学する心」を拓くための小・中・高・大学との系統的な連携・接続の在り方の研究
    - ②国際社会に活躍できる科学者・技術者の育成を目指す理数教育に関する研究開発
- 2011年11月18日 - 定時制募集停止。
- 2012年
  - 3月28日 - 平成24年度スーパーサイエンスハイスクール（SSH）に指定（～2016年度）[10][11]。
    - 研究開発課題[12]
      - ①地域発日本サイエンス発信基地（日立サイエンスステーション）としての在り方の研究
      - ②国際社会で活躍するためのグローバルスタンダードを超えた能力を持つ人材の育成
      - ③併設型中高一貫の特色を生かした「個」のサイエンスリテラシー育成教育の研究開発

  - 4月1日 - 茨城県立日立第一高等学校附属中学校を開校し、中高一貫教育を開始[13][14]。
- 2014年8月28日 - 茨城県教育委員会が、2015年度から日立第一高等学校にサイエンス科を新設する計画を発表[15]。
- 2015年
  - 3月1日 - 定時制閉課程。
  - 4月1日 - サイエンス科（2クラス、2年次以降）を設置[16][14]。
  - 6月12日 - 第20回白堊祭を開催。初の6月開催[17]。
- 2017年
  - 1月24日 - 1月27日 - 31年ぶりに修学旅行が復活[18]。
  - 3月24日 - 平成29年度スーパーサイエンスハイスクール（SSH）に指定（～2021年度）[19][20]。
    - 研究開発課題：科学的ディスカッションができるリーダーを育成するための研究[21]
- 2019年12月9日 - 12月13日 - サイエンス科ベトナム海外研修が初めて実施される[22]。
- 2022年3月24日 - 令和4年度スーパーサイエンスハイスクール（SSH）に指定（～2026年度）[23]。
  - 研究開発課題：科学的思考力を持ち、ディスカッションができるリーダーを育成するための研究[24]
- 2023年
  - 4月 - 体育祭の開催日数が2日間へと変更することが生徒総会により決定される。
  - 9月14日 - 生徒会が公式Instagramアカウントを開設する[25]。
  - 10月19日 - 2日間開催となってから初の体育祭が開催される。なお附属中生徒は初日のみの参加。
  - 11月28日 - 福井県の勝山市立勝山北部中学校との交流授業が開催される。
- 2024年度 - 白堊祭、体育祭及びクラスマッチが毎年開催になる[26]。
- 2024年
  - 4月 - 野球部顧問が部員への体罰を行ったとして、顧問から外し、減給10分の1（1カ月）の懲戒処分とした[要出典]。
  - 6月8日 - 白堊祭が新型コロナウイルス感染症流行後初めて一般公開される[27]。
  - 12月16日 - 附属中学校と並木中等教育学校合同チームが、第12回「科学の甲子園ジュニア全国大会」に茨城県代表として出場し、優勝[28]。

## 基礎データ

### 所在地
- 茨城県日立市若葉町3丁目15番1号

### アクセス
（出典：）
- JR常磐線 日立駅より徒歩約15分
- 日立駅より茨城交通路線バスに乗車し、「日立一高下」バス停で下車。

## 学校行事

### 高等学校
SSH指定校として、世界的に有名な科学者・技術者を招待し、毎年大規模な講演会を開催している。また、SSH研究発表会や成果発表会が毎年開催され、科学系文化部や、サイエンス科2年次・3年次に実施される「白堊研究Ⅱ・Ⅲ」の研究発表が行われている。
その他主な行事として、2年次には、普通科は修学旅行、サイエンス科はベトナム研修旅行（2019年度～、2021年-2023年度は国内研修を実施、2024年度より再開）が組まれている。
2019年度までは、希望者を対象に、イギリスのロイヤルラッセル校と提携し、ロンドンで模擬国連に日本代表として参加する、イギリス海外研修が行われていた。2020-2022年度は、カナダのブリティッシュコロンビア大学と提携し、カナダオンライン研修が行われた。2023年度にはカナダでの海外研修が行われ、2024年度はイギリス海外研修が行われている。
毎年恒例のマラソン大会は笠松運動公園周辺を男子8 km、女子5.4 kmの周回コースとして行う。文化祭である白堊祭は1961年に始まり、当時は1、2日目が文化祭、3日目が体育祭であった。2002年から文化祭のみとなり、体育祭は2001年に分離されている。以後、文化祭は3年に2回、体育祭は3年に1回の開催となっている。また、2023年以降は体育祭の日数が2日間へと変更(高校のみ)されている。

#### 主な行事
2024年度学校行事予定・スクールガイド2025より
- 4月
  - 離任式
  - 始業式・新任式
  - 入学式
  - 対面式、部活動・委員会紹介
  - クラスマッチ
- 5月
  - 前期生徒総会
  - SSH科学講演会
- 6月
  - 白堊祭
  - SSH研究発表会
- 7月
  - 後期生徒会選挙
  - 野球応援
  - 夏季課外（～8月）
- 8月
  - 中学生対象学校説明会
- 9月
  - サイエンスセミナー
  - HRセミナー
  - 後期生徒総会

- 10月
  - 体育祭
  - 創立記念日（10月28日）
- 11月
  - マラソン大会
  - 後期生徒総会
- 12月
  - 高2普通科海外修学旅行（台湾）
  - 高2サイエンス科海外研修旅行（ベトナム）
- 1月
  - 大学入学共通テスト
- 2月
  - SSH成果発表会
  - 前期生徒会選挙
  - 県立高等学校学力検査
- 3月
  - 同窓会入会式
  - 卒業証書授与式
  - 終業式
  - 高校入学者説明会

### 附属中学校
年に一度、11月には2年生がブリティッシュヒルズへ、2月上旬に3年生がシンガポールへの海外語学研修を行っている。2年生はブリティッシュヒルズに行く前にいわき市のアクアマリンふくしまへ行く場合もある。3年生は前泊として成田空港付近のホテルに宿泊する場合もあるが、費用は追加徴収となる。シンガポールではシンガポール国立大学や南洋理工大学への見学や、英語でのコミュニケーション能力育成のため、一般家庭へのホームステイも実施している。
2024年度学校行事予定より
- 4月
  - 離任式
  - 始業式・新任式
  - 入学式
  - 対面式
  - 中学対面式・部活動紹介
  - 部活動見学
  - 全国学力学習調査（中3）
  - 部活動正式入部
- 5月
  - オリエンテーション合宿（中1）
  - SSH科学講演会
  - 前期生徒総会
- 6月
  - 白堊祭
  - 市内総体
  - SSH研究発表会
- 7月
  - 前期生徒会選挙
  - 県北総体
  - 県総体
  - 野球応援
  - 附属中学校説明会
- 9月
  - HRセミナー
  - 後期生徒総会

- 10月
  - 県北新人
  - 体験入部（中3）
  - 体育祭
  - 正式入部（中3）
- 11月
  - 県新人
  - ブリティッシュヒルズ語学研修（中2）
  - 職場体験（中3）
  - マラソン大会
  - 合唱発表会
- 1月
  - SSH成果発表会
- 2月
  - 附属中入学予定者説明会
  - 海外語学研修（中3）
  - 後期生徒会選挙
- 3月
  - 卒業証書授与式
  - 終業式
  - 高校入学者説明会

## 生徒会活動・部活動など

### 生徒会
生徒会役員は前期と後期、それぞれ選挙によって決定される。
前期と後期、それぞれ1,2回の生徒総会でそれぞれのクラスによって提出された議案について議論を行い、3分の2以上の賛成で可決となる。
また、Instagramアカウントを開設している。

### 部活動（高等学校）
（出典：）

#### 運動部
| - 男子卓球部 - 女子卓球部 - 男子ソフトテニス部 - 女子ソフトテニス部 - 男子テニス部 | - 陸上競技部 - 水泳部 - 男子バドミントン部 - 女子バドミントン部 - 硬式野球部 | - ラグビー部 - サッカー部 - 弓道部 - 剣道部 - 男子バレーボール部 | - 女子バレーボール部 - 男子バスケットボール部 - 男子ハンドボール部 |

男子卓球部
- 第51回全国高等学校選抜卓球大会出場[39]

女子卓球部
- 第45・46回全国高等学校選抜卓球大会出場[40][41][42][43]
- 令和2年度全日本卓球選手権大会出場[44][45]
- 令和3・4年度全国高等学校総合体育大会出場[46][47]

陸上競技部
- 第13・17回U18 日本陸上競技選手権大会出場[48][49][50]
- 全国高等学校陸上競技大会2020出場[51][44]
- 特別国民体育大会出場[52]
- 第76回全国高等学校陸上競技対校選手権大会出場[53]

水泳部
- 第87・89回日本高等学校選手権水泳競技大会出場[54][55]

硬式野球部
- 1985年夏・第67回全国高等学校野球選手権大会出場[56]

サッカー部
- 国民体育大会7回出場[57]
- 全国高等学校総合体育大会2回出場[57]
- 全国高等学校サッカー選手権大会7回出場[57]

ラグビー部
- 全国大会5回出場[58]

#### 文化部
| - 美術部 - 書道部 - 吹奏楽部 - 英語部 - 文芸部 | - 物理部 - 化学部 - 数学部 - 生物部 - 地学部 | - 演劇部 - 棋道部 - 写真部 - 軽音楽部 - JRC部 |

美術部
- 第42・46・47回全国高等学校総合文化祭 美術・工芸部門出品[42][59][60]
- 第44回全国高等学校総合文化祭 美術・工芸部門 文化連盟賞受賞[44]

吹奏楽部
- 第14・17・18回日本管楽合奏コンテスト出場[61][62][63]
- 第48回全国高等学校総合文化祭出場（茨城県高等学校選抜吹奏楽団）[64]

英語部
- 第8回日本高校生パーラメンタリーディベート連盟杯 HPDU Competition2019参加[42][65]
- 第10回日本高校生パーラメンタリーディベート連盟杯 第20位[55]
- 第12回日本高校生パーラメンタリーディベート連盟杯 出場[59]
- 第13回日本高校生パーラメンタリーディベート連盟杯 第27位[66]

文芸部
- 第46回全国高等学校総合文化祭 文芸部門 散文の部出場[59]

物理部
- 第41・43回全国高等学校総合文化祭出場[40][49][67][68]
- 第46回全国高等学校総合文化祭 自然科学部門 優秀賞受賞[59][69]

生物部
- 第47回全国高等学校総合文化祭出場[70][71]

地学部
- 第42回全国高等学校総合文化祭
  - 自然科学部門ポスター（パネル）発表 奨励賞受賞[42]
  - 研究発表地学部門最優秀賞受賞[42]
- 第43回全国高等学校総合文化祭出場[49][67][68]
- 第44回全国高等学校総合文化祭 研究発表 地学部門 文化連盟賞受賞[44]

演劇部
- 第41回全国高等学校総合文化祭 文化庁長官賞受賞[40]
- 第68回全国高等学校演劇大会（第46回全国高等学校総合文化祭演劇部門）優良賞・内木文英賞受賞[59][69]

棋道部
- 第45回全国高等学校総合文化祭出場[55]

### 部活動（附属中学校）
（出典：）

#### 運動部
- 硬式野球部
- サッカー部
- 女子ソフトテニス部
- 剣道部
- ラグビー部
- 女子バレーボール部
- 卓球部

#### 文化部
- 吹奏楽部
- 科学部

## 高校組織関係者と組織

### 高校関係者組織
- 同窓会は「白堊会」と称しており、同窓会報『白堊』の発行などを行っている[73]。

### 高校関係者一覧
政治・行政
- 石川昭政（衆議院議員）
- 岡部英明（元衆議院議員）
- 小川春樹（日立市長）
- 松崎龍夫（元北茨城市長）

学術
- 近藤陽次（天文物理学者、NASA）
- 田村晃祐（仏教学者、東洋大学名誉教授）
- 松野知紀（ハーバード大学、世界経済フォーラムグローバルシェイパー）

文化・芸術
- 大泉実成（ノンフィクション作家）
- 奥村祐介（津軽三味線奏者）

- 小池博史（演出家、作家、武蔵野美術大学教授）
- 佐々木ひとみ（コピーライター、児童文学作家）
- 佐藤シンイチロウ（the pillows、The ピーズ ドラム担当）
- ヤマグチノボル（ライトノベル作家）
- 山崎猛（彫刻家）

スポーツ
- 石田剛規（バスケットボール選手・指導者）
- 江尻亮（元プロ野球選手、コーチ、監督）
- 大金直樹（FC東京代表取締役社長、元サッカー選手）
- 鎌田光夫（元サッカー日本代表）
- 黒澤元治（自動車評論家、元レーシングドライバー）
- 小林寛（元サッカー選手・指導者）
- 東海林毅（サッカーのフィジカルコーチ）
- 中島俊一（元プロボクサー）
- 宮本征勝（元サッカー日本代表、鹿島アントラーズ初代監督）
- 吉野俊郎（元ラグビー日本代表）
- 渡辺弘基（元プロ野球選手）

マスメディア
- 国吉伸洋（テレビ朝日報道記者、元同局アナウンサー）
- 軍地彩弓（ファッション誌編集者、クリエイター、テレビコメンテーター）